# Видра річкова
Ви́дра річкова́ (європейська, звичайна), заст. видни́ха (Lutra lutra) — вид видри, широко розповсюджений у Європі, Азії й Північно-Західній Африці. Тіло (довж. 55–95 см, маса 6–12 кг) гнучке, видовжене, голова плеската з тупою мордою, хвіст (довж. до 46 см) сплюснутий, кінцівки короткі, пальці з'єднані плавальними перетинками.

## Морфологічні ознаки
Довжина тулуба самців становить 46–90 см, самок — 54–68 см, маса: 6–12 та 3–6 кг. Висота в плечах видри становить приблизно 25–30 сантиметрів. Має довгий хвіст (21–46 см), щільне та коротке хутро коричневого відтінку; пальці на задніх лапах з'єднані шкірястими перетинками. Всього від втрати тепла видру захищає від 80 до 100 мільйонів волосин; це від 60 000 до 80 000 волосин на квадратний сантиметр.

## Поширення і місця оселення
В Україні здебільшого водиться в річках Полісся та Лісостепу. Зрідка трапляється і в степовій зоні. Гірськими річками Карпат видра підіймається досить високо в гори. Хутро блискуче, темно-буре.
Місця оселення — річки, озера, стариці, ставки. У воді видра майстерно плаває і пірнає. Веде нічний спосіб життя, а вдень спить в норі. Вхід в нору розташований нижче рівня води. Є у видри також і тимчасові сховища — підмиті водою береги, купи хмизу або корчі, повалені дуплисті дерева тощо. Взимку видра звичайно тримається в незамерзаючих місцях річок.

## Екологічні особливості
Видра веде сутінково-нічний спосіб життя. Живе в норі з 1–2 входами, що розташовані під водою і над нею; часто займає старі ондатрові та боброві житла. Живиться переважно рибою, хоч поїдає також багато жаб, раків, молюсків та різних водяних комах. Полює і на водоплавних птахів та мишовидних гризунів, зокрема водяних полівок. Спіймавши здобич, виносить її влітку на берег, а взимку на лід.
Парування у видри відбувається в лютому — березні. У травні самка народжує 2—5 малят. Через 6 тижнів вони вже починають виходити з нори. Статевої зрілості досягає в 3-річному віці, живе 12—15 років.

## Охорона та промисел
Видра занесена в Червону книгу України.
Полювання на видру дозволяється лише по ліцензіях під час сезону на хутрових звірів. Щорічно в Україні добувають не більше 150—200 видр.
За даними мисливської статистики за формою «2тп-мисливство», чисельність виду постійно зростає: з 7,98 тис. особин у 1999 році до 11,90 тис. у 2006 році (пізніші дані відсутні), проте даних про здобування виду не наведено.